# Bridget Bishop
Bridget Bishop (Inghilterra, 1632 circa – Salem, 10 giugno 1692) fu la prima condannata a morte per stregoneria durante i processi alle streghe di Salem nel 1692.

## Biografia
Il suo cognome da nubile era probabilmente Playfer, o forse Playford. Si sposò tre volte. Il suo primo matrimonio, intorno al 1660, fu con il capitano Samuel Wasselbe. Il secondo matrimonio, celebrato il 26 luglio 1666, fu con Thomas Oliver, vedovo e importante uomo d'affari, da cui ebbe una figlia, Christian, nata l'8 maggio 1667, che in seguito sposò Thomas Mason.
Rimasta vedova, Bridget fu accusata di aver ucciso il marito ricorrendo ad arti magiche, ma fu assolta per insufficienza di prove. Il suo ultimo matrimonio fu celebrato nel 1687: sposò Edward Bishop, un ricco legnaiolo.
Nei verbali processuali che la riguardano si legge che era originaria di Salem, termine con cui si intendeva Salem Town (oggi Danvers), mentre in altri atti di accusa Salem Village è specificato per esteso. Bridget Bishop potrebbe essere stata anche residente in Salem Town, mentre le prime accuse di stregoneria furono formulate nel Village, ed è probabile che nemmeno conoscesse i suoi accusatori, come potrebbe evincersi dalla sua deposizione davanti alle autorità di Salem Village: «Io non ho mai visto queste persone, né mai sono stata in questo luogo prima d'ora».
Nelle trascrizioni processuali si nota qualche confusione tra Sarah Bishop, moglie di un taverniere di Salem Village e altra presunta strega, e Bridget Bishop, che non era proprietaria di taverne. I riferimenti a Bridget Bishop come giocatrice di shuffleboard, usa a vestire con abiti provocanti e a non avere peli sulla lingua potrebbero derivare da questo equivoco.

### Vicenda giudiziaria
Il 19 aprile 1692 Bridget Bishop comparve davanti alle autorità per rispondere dell'accusa di stregoneria formulata da cinque ragazze: Abigail Williams, Ann Putnam, Jr., Mercy Lewis, Mary Walcott e Elizabeth Hubbard. William Stacy, un uomo di mezza età di Salem Town, testimoniò che la Bishop gli aveva detto che altre persone in città la ritenevano una strega. Quando Stacy in diretto confronto l'accusò di sortilegi contro di lui, la Bishop si rifiutò di negarlo.
Un altro uomo del posto, tale Samuel Shattuck, accusò la Bishop di stregare il suo bambino e di colpirlo con una vanga. Testimoniò anche che la Bishop gli chiese di tingere un merletto, che a quanto pare era troppo piccolo per essere applicato su qualsiasi cosa, a meno che fosse una bambola, o un pupazzo per riti vudù. John e William Bly, rispettivamente padre e figlio, testimoniarono di aver visto dei pupazzi nella casa della Bishop e che, dopo aver litigato con lei, avevano notato che il loro maiale si comportava come se fosse stato stregato o avvelenato.
Ci fu anche gente che affermò di aver visto lo spirito della Bishop apparire nelle stanze di diversi uomini, mentre questi dormivano, e di averli aggrediti. Questo tipo di testimonianze presentano le caratteristiche dell'illusione ipnagogica.
Le deposizioni e l'abitudine della Bishop a indossare abiti rossi fanno pensare che gli uomini puritani di Salem temessero di essere vittime delle prodezze sessuali della Bishop. Tuttavia il rosso non era un colore insolito per i vestiti delle donne puritane e la Bishop aveva circa 60 anni al tempo del processo.
Il quadro accusatorio, le dichiarazioni contrastanti proferite dalla Bishop e l'atteggiamento dispettoso tenuto durante gli interrogatori contribuirono a rendere il suo un caso molto difficile da giudicare per i giurati e i giudici.